# Ansaldo A.1 Balilla
El Ansaldo A.1 "Balilla" fue un biplano monoplaza de exploración y combate, nombrado en honor a "Balilla" un héroe popular genovés. El A.1 fue el único avión producido en Italia durante la Primera Guerra Mundial.

## Historia y desarrollo
El prototipo Ansaldo A-1 Balilla (Cazador), caza de exploración, voló por primera vez en noviembre de 1917. Conservaba el diseño básico del fuselaje de la serie Ansaldo S.V.A., con una sección transversal triangular, pero las alas iban arriostradas por un par de montantes verticales paralelos en cada lado, en lugar del armazón Warren en forma de W de la serie anterior.
Después de muchas pruebas realizadas por ua comisión militar formada entre otros, por los ases de la aviación Baracca y Ruffo, se decidió confirmar la decisión de emplear, el SPAD S.VII francés en las squadriglie italianas, puesto que el A-1 parecía menos manejable que la mayoría de sus contemporáneos.
El A.1 todavía no era tan maniobrable como los tipos de aviones franceses en uso por las escuadrillas italianas. Esto dio lugar a que en marzo de 1918 se realizaran una serie de modificaciones. Se presentó de nuevo el A-1, pero esta vez incluyendo una separación mucho mayor entre las alas, cuya superficie también fue aumentada y el timón, y un aumento adicional del 10 % en la potencia, instalándose el motor S.P.A. 6A. Inicialmente, esto resultó satisfactorio para la fuerza aérea, y la modificación A.1 (designado A.1bis) consiguió de este modo un orden de producción, y así antes del fin de la guerra, en noviembre de 1918 se habían entregado un total de 166 A-1; la primera unidad que utilizó el tipo fue la 70.ª Squadriglia, aunque estuvo poco tiempo en servicio de primera línea.

## Historia operacional

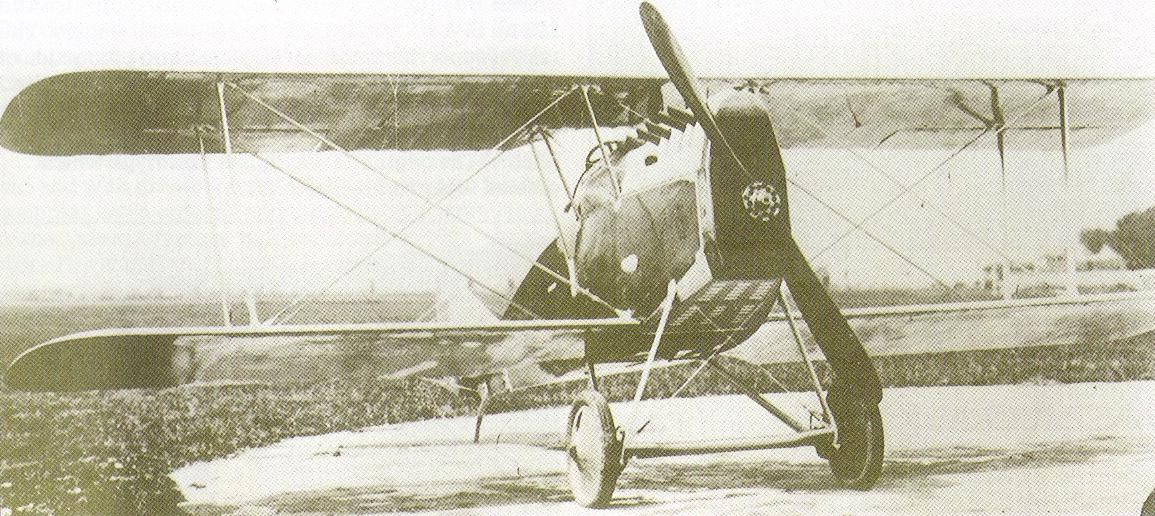
Ansaldo A.1 Balilla

### En Polonia y la Unión Soviética
Una comisión del ejército polaco viajó en la posguerra a Italia para comprar nuevo armamento, llevándose 10 aeronaves de estas para sus filas , los pilotos polacos los recibieron con gran aceptación. Pelearon formado parte del renovado Escuadrón Kosciuszko durante la Guerra Ruso-Polaca de 1920. Al año siguiente, Ansaldo entregó 30 ejemplares a los soviéticos. Entre 1921 y 1924 la firma polaca  Plage - Laskiewicz construyó con licencia unos 70 ejemplares.  
Letonia ordenó 13 unidades , a pesar de que en el vuelo de demostración se estrelló el aparato. Otros países también operaron el A-1 como Brasil, México y Holanda.

## Especificaciones (A.1bis)

### Características generales
- Tripulación: 1
- Longitud: 6,8 m (22,4 ft)
- Envergadura: 7,7 m (25,2 ft)
- Altura: 2,5 m (8,3 ft)
- Superficie alar: 21,2 m² (228,2 ft²)
- Peso vacío: 640 kg (1410,6 lb)
- Peso cargado: 885 kg (1950,5 lb)
- Planta motriz: 1× Motor en línea S.P.A. 6A.
  - Potencia: 164 kW (226 HP; 223 CV)

### Rendimiento
- Velocidad máxima operativa (Vno): 220 km/h (137 MPH; 119 kt)
- Alcance: 660 km (356 nmi; 410 mi)
- Techo de vuelo: 5000 m (16 404 ft)
- Régimen de ascenso: 2,7 m/s (531 ft/min)

### Armamento
- Ametralladoras: 2× Ametralladoras Vickers 7,7 mm sincronizadas.